# Kōtarō Sakurai
Kōtarō Sakurai (jap. 桜井 孝太郎, Sakurai Kōtarō; * 29. Juni 1994 in Ōta (Tokio), Präfektur Tokio) ist ein philippinisch-japanischer Automobilrennfahrer. Er startete 2012 in der GP3-Serie.

## Karriere
Sakurai begann seine Motorsportkarriere im Formelsport 2010 in der pazifischen Formel BMW. Er startete für Eurasia Motorsport. Er wurde viermal auf einem Podest-Platz gewertet und beendete die Saison auf dem achten Platz in der Fahrerwertung. 2011 begann Sakurai das Jahr in der Toyota Racing Series. Für M2 Competition startend, wurde er mit einem siebten Platz als beste Platzierung 14. in der Gesamtwertung. Anschließend startete er für Hitech Racing in der britischen Formel-3-Meisterschaft. Er nahm an der Rookie-Wertung teil und gewann diese mit 15 Wertungssiegen aus 30 Rennen. Allerdings war er bei 12 Rennen der einzige Starter in dieser Wertung. Darüber hinaus nahm er an einer Veranstaltung der European F3 Open teil.
2012 ging Sakurai für Status Grand Prix zu drei Veranstaltungen in der GP3-Serie an den Start. Zuvor hatte er schon mehrfach für den Rennstall an GP3-Testfahrten teilgenommen. Bei einer Veranstaltung trat er mit philippinischer Rennlizenz an. Am Saisonende belegte er den 24. Platz. Darüber hinaus nahm Sakurai für Euronova Racing am letzten Rennwochenende der Auto GP World Series teil.

## Karrierestationen
| - 2010: Pazifische Formel BMW (Platz 8) - 2011: Toyota Racing Series (Platz 14) | - 2011: Britische Formel 3, Rookie (Meister) - 2011: European F3 Open (Platz 22) | - 2012: GP3-Serie (Platz 24) - 2012: Auto GP (Platz 19) |